# 黄金时间 (电视节目)
《黄金时间》是美国一档大众口味的新闻杂志类节目。节目于1989年在美国广播公司（ABC）首播，最初节目名称为《黄金时间现场》（Primetime Live），由山姆·唐纳德森（Sam Donaldson）和黛安·索耶联合主持。最初节目于ABC电视网中现场直播并选择现场观众参与录制。首播节目包括对Roseanne Barr的专访，以及记者Chris Wallace发回的有关中东人质危机的报道。唐纳德森和索耶会让观众在节目中现场评论，并向在演播室或卫星直播线上的嘉宾直接提问，但这种做法造成了许多的技术困难。主持人唐纳德森和索耶在合作上的分歧也导致他们最终分开，安排现场观众的方法也被取消。不过，此后当节目仍以《黄金时间现场》的名称出现时，节目仍使用现场直播。通常唐纳德森会念出每一个故事的导语并报出节目名称Primetime... LIVE!。
节目最后一集于2012年5月18日播出。